# Честертаун (Мериленд)
Честертаун (енгл. Chestertown) град је у америчкој савезној држави Мериленд.

## Демографија
По попису из 2010. године број становника је 5.252, што је 506 (10,7%) становника више него 2000. године.
| Група             | 2000.         | 2010.         |
| Белци             | 3.491 (73,6%) | 3.775 (71,9%) |
| Афроамериканци    | 1.038 (21,9%) | 1.072 (20,4%) |
| Азијати           | 77 (1,6%)     | 93 (1,8%)     |
| Хиспаноамериканци | 77 (1,6%)     | 220 (4,2%)    |
| Укупно            | 4.746         | 5.252         |